# 利根軌道
利根軌道（とねきどう）は、かつて群馬県の渋川から沼田の間を現在の上越線に並行するルートで結んでいた鉄道である。
1911年4月に渋川 - 沼田間を馬車鉄道として開業させた後、1918年には全線を電化し、電気機関車が馬車鉄道時代の客車を牽引する電気鉄道となった。
国道17号に沿ったルートで敷設され、上越線清水トンネルの資材輸送のための軽便線が沼田 - 土合間に敷設されてそれとの連携によりトンネル工事の資材輸送を行ったこともあるが、1924年の上越線（当時の呼称は「上越南線」）開業により使命を終え、開業の翌日休止、1925年廃止となった。なお、渋川 - 鯉沢間に関しては1912年に鯉沢 - 中之条間を開業させていた吾妻軌道に引き続がれて運行が続けられ、1933年に廃線となった。

## 路線データ
廃止時点
- 路線距離（営業キロ）：21.3km
- 軌間：762mm
- 複線区間：なし（全線単線）
- 電化区間：全線電化（直流550V）
  - 岩本変電所、三相電動変流機（交流側2200V直流側575V）直流側の出力75KW、製造所芝浦製作所、三相電動変流機（交流側2200V直流側550V）直流側の出力130KW、製造所芝浦製作所[1]

## 運行および車両
- 旅客列車本数：日9往復程度
- 所要時間：全線に1時間30分 - 40分程度

なお、渋川を深夜の午前0時に出発する列車も存在した。
電気機関車についてはメーカー・性能などの詳細な資料や精細な写真が残されていないため不明点が多い。鉄道統計では機関車数は1917年度5両、1918 - 1920年度は記載漏れ、1921年度は6両、1922 - 1924年度は10両となっている。ただ小林の調査によればNo.1 - 4は高崎市の小島鉄工所が製造し、木鋼合造車体で形状は凸型、30馬力の電動機が1個でロッド駆動。No.5.6はドイツ製で形状はL型20馬力の電動機が2個。No.7は鋼製車体で凸型12馬力の電動機が2個。東京電燈合併後に雨宮製が7両増備されたとしている。廃線後に1両（雨宮製）が元吾妻軌道線に移った。
また現存するわずかな絵はがき写真によれば、鉱山用機関車の類とおぼしき小型狭幅のB型機であったようである。運転台前面は2枚窓、前照灯は窓下1個装備、路面走行のため前面下部に救助網を装備していた。車高全体は比較的低いため、運転室屋上に搭載した大型のポールで集電していた。
歌人の若山牧水は1922年10月、北上州の山岳地帯を横断する旅の途中で本路線を利用しているが、これを記録した紀行文「みなかみ紀行」の中では「渋川から沼田まで、不思議な形をした電車が利根川に沿うて走るのである」との一文があり、路面電車が普及していた当時の一般的な感覚でも風変わりな外観の車両であったことがうかがわれる。

## 歴史

### 馬車鉄道時代

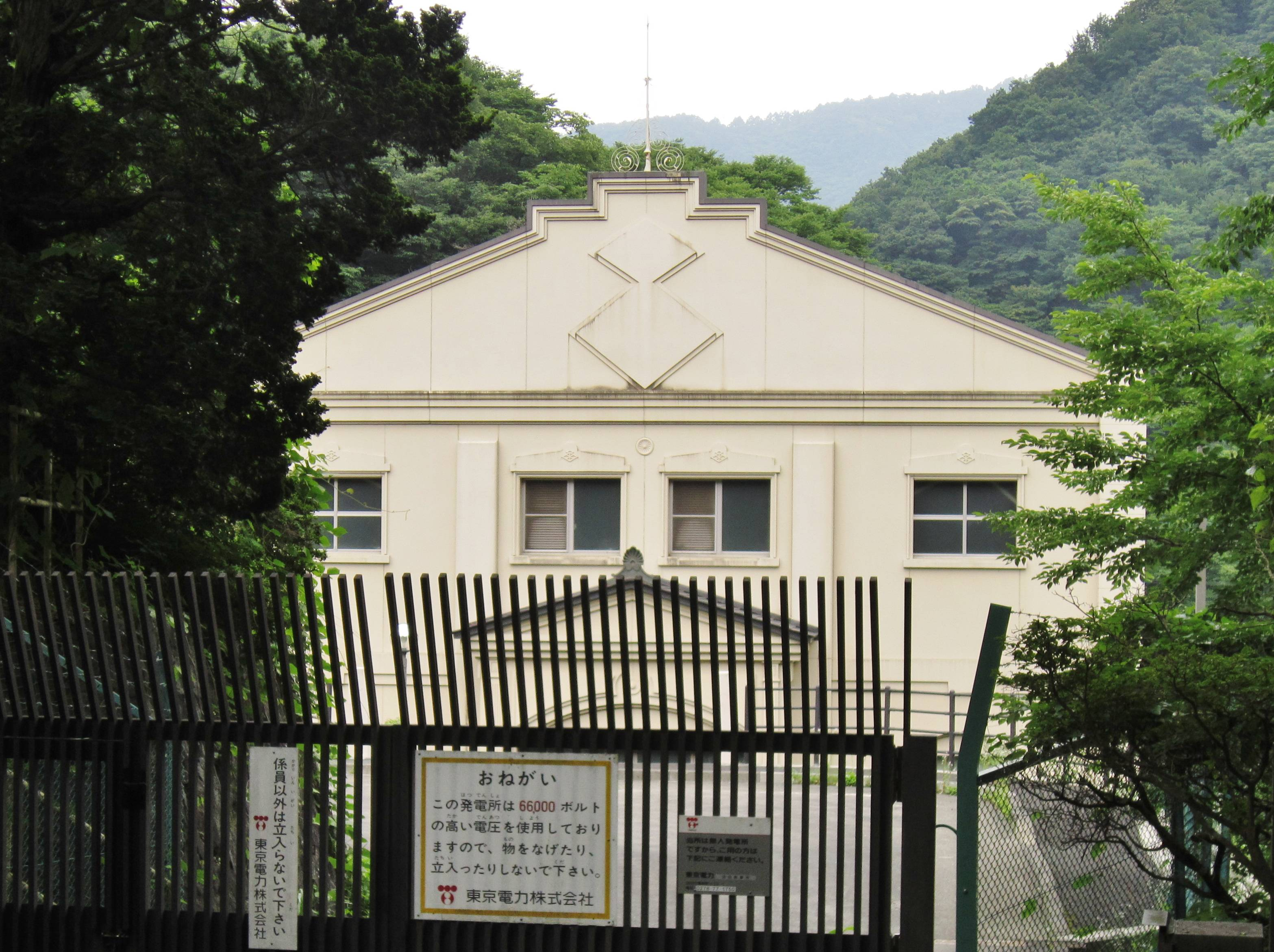
岩室発電所

利根軌道の計画は1909年に茂木蕃栄と久米民之助の両名が馬車軌道の計画をたてたことからはじまる、その後有志があつまり1910年9月5日に群馬県群馬郡渋川町を起点とし白郷井村を経て利根郡沼田町にいたる馬車軌道を国道上及び県道上に敷設し、運輸営業をすることを目的とした利根軌道株式会社の創立総会を開いた。資本金は14万円に決定し社長は池田村出身の松井八十吉、支配人は茂木蕃栄が就任した。そして1910年10月より用地買収や道路の拡張工事がすすめられた。1911年3月31日に試運転がおこなわれ、4月15日にまず渋川 - 屋形原（川田村→沼田市）間が営業開始となり沼田までは馬車で連絡した。続いて7月に沼田まで延長し全線開業となった。当初は吾妻橋の流出や綾戸隧道の岩石崩落や長距離と勾配のため遅延が発生したが馬を購入したり急勾配区間は2頭牽きにするなどして定時運転に努めたり、1時間ごとの運行にしたため乗客も増加していった。1912年2月に松井にかわり社長に利根発電社長の葉住利蔵が就任し、発電所工事の資材運搬も請け負うようになった。岩室発電所の建設では高崎まで国鉄が開通していたので飯塚駅（北高崎駅）で高崎水力電気（のちの東武鉄道高崎線）の電車に積み替えて渋川まで輸送し、渋川から沼田の間は利根軌道により輸送。沼田から岩室までは軌道を延長して対応していた。ただし発電機や水車などの超重量物は馬力ではとうてい無理で渋川からはカグラサン（人力ウインチ）でころ引きをして運んだという。

### 電気軌道以降
1916年6月の株主総会では電気軌道を敷設すること、電燈電力の供給事業を始めること、増資して資本金を24万にすることを決議した。1917年9月より自前の発電所を持たず利根発電より電気の供給をうけ電気事業を開始した。利根発電は利根電力を合併した際引継ぎした後、休止していた永井沢発電所（久呂保村川額）を再稼働させこの電力を利根軌道に給電し久呂保村への電気の供給と軌道への電力に使用することにした。この電気事業は1917年末現在で利南村、久呂保村の546戸に供給し、1921年の東京電燈合併時点には白郷井、敷島、久呂保、川田、糸之瀬、利南の6ヵ村に拡大した。1917年12月に電気軌道工事施行の認可がおり、1918年1月15日には竣工し21日より運転を開始した。電化により不要になった馬50頭は家畜市場などで競売したという。電化後の成績であるが営業報告書によれば1920年3月から8月まで乗客大人75,803人小人2,899人貨物積載量6,063トンで開業当初と比較して乗客は2.12倍、貨物は1.45倍の成績をあげたという。また3月の株主総会では事業に化学工業を追加した。
1921年になり利根軌道は利根発電とともに東京電燈に合併され、その前橋支社となった。そして社長の葉住は東京電燈の取締役となった。
国鉄上越南線が渋川に到達したのが1921年7月のことであった。渋川-岩本間の工事は1920年6月に着工となり、遂に1924年3月に沼田まで開通した。これにより並行線となった東京電燈の軌道線（旧利根軌道）は営業を廃止し、地方鉄道法における補償をうけることになった。補償金額は578,150円であった。
- 1911年（明治44年）
  - 4月15日[注釈 6] 渋川 - 屋形原間開業
  - 7月5日[注釈 7] 屋形原 - 沼田間開業
- 1912年（明治45年）7月27日 吾妻温泉馬車軌道（後の吾妻軌道）鯉沢 - 中之条間開業により、利根軌道線への乗り入れ開始
- 1914年（大正3年）6月25日 渋川新町付近延長区間の廃止を申請（1915年（大正4年）3月18日廃止許可）[注釈 8]
- 1917年（大正6年）9月26日 電気事業を開始
- 1918年（大正7年）1月21日 利根川の水力発電を用いて全線電化
- 1921年（大正10年）4月1日 東京電燈に統合
- 1924年（大正13年）4月1日 休止
- 1925年（大正14年）3月6日 廃止[15]

## 輸送・収支実績
| 年度               | 輸送人員（人） | 貨物量（トン） | 収入（円） | 支出（円） | 益金（円） | 雑収入（円） | 雑支出 （内利子）（円） |
| ------------------ | -------------- | -------------- | ---------- | ---------- | ---------- | ------------ | ----------------------- |
| 1911年（明治44年） | 49,736         | 2,800          | 18,732     | 23,917     | ▲5,185     | 0            | 7,278（7,278）          |
| 1912年（大正元年） | 65,252         | 7,118          | 34,189     | 27,711     | 6,478      | 0            | 5,347（5,347）          |
| 1913年（大正2年）  | 75,722         | 5,694          | 47,259     | 36,856     | 10,403     | 0            | 5,020（5,020）          |
| 1914年（大正3年）  | 65,740         | 18,306         | 125,899    | 98,070     | 27,829     | 0            | 4,079（4,079）          |
| 1915年（大正4年）  | 58,302         | 3,460          | 39,477     | 32,016     | 7,461      | 206          | 2,596（2,596）          |
| 1916年（大正5年）  | 57,208         | 2,412          | 36,372     | 29,614     | 6,758      | 0            | 2,214（2,214）          |
| 1917年（大正6年）  | 67,948         | 782            | 37,735     | 35,755     | 1,980      | 0            | 0（0）                  |
| 1918年（大正7年）  | 99,843         | 9,520          | 60,712     | 37,795     | 22,917     | 11,773       | 13,215（9,273）         |
| 1919年（大正8年）  | 150,325        | 9,628          | 93,454     | 65,688     | 27,766     | 42,954       | 45,152（18,129）        |
| 1920年（大正9年）  | 150,930        | 12,872         | 121,887    | 102,877    | 19,010     | 44,850       | 49,684（19,535）        |

- 1911 - 1915年度は鉄道院年報、1916 - 1919年度は鉄道院鉄道統計資料、1920年度は鉄道省鉄道統計資料より
- 1918年度以降の雑収入は電気供給及び化学工業
- 1921年度以降は旧高崎水力電気線と合算のため省略

## 駅一覧
電化時
渋川 - 北新道 - 阿久津 - 鯉沢 - 中郷 - 長坂 - 伊熊 - 暮沢 - 桜の木 - 綾戸 - 岩本 - 広瀬 - 屋形原 - 新橋 - 八幡 - 沼田

### 渋川起点付近の変遷
渋川付近の起点の位置は2度移動している。1911年の開業時は前橋電気軌道の終点・渋川新町、及び前橋電気軌道に接続している伊香保電気軌道の起点・渋川の北側に起点を置いた。その後高崎水力電気の終点（渋川長塚町）に接続するべく約180m（約9チェーン）延長した先に起点を設置した。しかし利根軌道の開業時すでに高崎水力電気は渋川長塚町から下の町を延長開業して伊香保電気軌道と接続しており、利根軌道は並行する渋川付近の延長区間を1915年に廃止して、渋川新町ターミナル内にループ線を設置して起点とした。高崎水力電気は1917年に渋川長塚町 - 下の町を廃止し、利根軌道の廃線跡を利用して渋川長塚町 - 渋川を延長開業して渋川新町のターミナルに接続した。これにより渋川新町は4方向（前橋、高崎、伊香保、沼田）へ向かう4社合同駅として完成した。さらに、1918年の利根軌道電化まで馬車鉄道で渋川に乗り入れていた吾妻軌道が1920年に電化の上で渋川まで乗り入れを再開し、中之条方面も合わせて5方面への分岐点になっていた。

## 廃線後の状況
JR岩本駅より利根川に沿って沼田方面に1キロほど進むと川の中に橋脚が残されている。また、沼田の手前まで電車道という通称で廃線跡が存在する。